# 오키타 사부로
오키타 사부로(일본어: 大来 佐武郎, 1914년 11월 3일 ~ 1993년 2월 9일)는 일본의 경제학자이자 정치인으로 일본의 전후의 개발과 일본-미국 관계들에서 자신의 역할로 알려졌다.

## 초기 생애와 교육
오키타는 관동주 다롄시에서 태어났으며 도쿄 대학을 졸업하고 이후에 1962년 나고야 대학으로부터 철학박사 학위를 받았다.

## 경력
1937년 오키타는 체신부에서 공학자로 일했다.  이후에 그는 경제안정위원회 산하의 연구부장 (1947년), 경제계획청의 경제협력단장 (1953년)과 이후에 EPA 산하 계획국의 국장 (1957년)과 그러고나서 EPA 발전국의 국장 (1963년)을 포함한 다수의 정부 직위들을 보유하였다.  이 각각의 지위들에서 그는 거대한게 일본의 전후 경제에 도움을 준 당시 이케다 하야토 총리의 경제 계획 아래 중요한 역할을 했다.  자신의 EPA 역할에서 그는 일본의 빠른 전후 산업 개발을 예고한 소득 배증 계획에서 중앙적인 역할로 알려지게 되었다. 
1964년 오키타는 일본 경제 연구 센터의 소장이 되었고 이후에 1973년부터 1979년까지 그 의장을 지냈다.
1979년부터 1980년까지 외무대신을 지내고 일본의 으뜸가는 학술 대변인들 중의 하나로서 지속하였다.  그는 이 보통적으로 정치 역할에서 지내는 데 단 하나의 학술인이었고 국제 외교와 분쟁들에서 일본의 역할을 강화시킨 것은 물론 다자주의로 향한 양자주의로부터 벗어나는 것으로 유명하였다.

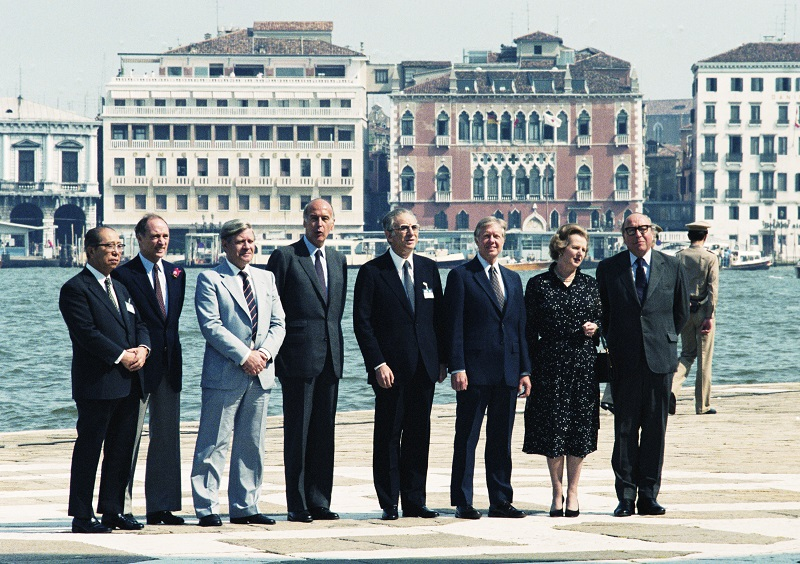
1980년 베네치아에서 열린 G7 정상 회의에서 (맨 좌측이 오키타)

1980년 오히라 마사요시 총리의 갑작스런 사망으로 오키타는 베네치아에서 열린 G7 정상 회의에서 일본을 대표하였다.
그는 그 후에 고쿠사이 대학의 총장과 외무성에 조언자 (1982년) 그리고 도쿄에서 국내 정책 연구소의 의장 (1989년)을 포함하여 다른 직위들을 보유하였다. 그는 1986년부터 1988년까지 태평양 경제 협력 회의의 국제 의장을 지냈다.
1986년 오키타는 개발도상국들을 지원하는 데 마셜 플랜의 일본판을 제안하여 일본의 국제적으로 비판을 받은 무역 흑자를 이용하였다.
1993년 자신의 사망에 앞서 그는 아시아의 국가들이 미국과 무역에 덜 의존적이 되고 있었고 서로 간의 무역에 더욱 의존하고 있었던 거것을 지적한 빌 클린턴 행정부에 대한 논문을 써 "미국이 아시아 안에서 더욱 거대한 연결을 지지하고 개인적인 아시아의 국가들 만보다 전체로서 아시아의 협력할" 것에 희망을 표현하였다. 그는 경제학자 C. 프레드 버그스텐과 통화에 미국-일본 경제 협력을 논의한 동안 심근 경색으로 사망하였다.

## 수상
그는 1971년 국제적 이해로 라몬 막사이사이 상을 받았다.  1985년 그는 오스트레일리아 훈장의 동반자가 되었고 이듬해 욱일장의 대수로 만들어졌다.  또한 그는 1992년 인디라 간디 상이 수여되었다.

## 저서
- 《일본 경제의 미래》(The Future of Japan's Economy, 1960년)
- 《경제계획》(Economic Planning, 1962년)
- 《일본경제의 미래에 대한 전망》 (Future Vision for the Japanese Economy, 1968년)
- 《일본과 세계경제》(Japan and the World Economy, 1975년)
- 《Developing Economics and Japan: Lessons in Growth》 (1980년)
- 《Japan's Challenging Years: Reflections on My Lifetime》(1983년)